# Flugplatz Oskarshamn

i7
i11
i13
Der Flugplatz Oskarshamn (schwedisch: Oskarshamns flygplats; IATA-Code: OSK, ICAO-Code: ESMO) war ein öffentlicher Flugplatz, 12 km nördlich von Oskarshamn in der schwedischen Provinz Kalmar län entfernt.

## Flughafendaten
Der Flughafen hatte eine Asphaltpiste mit 1500 m Länge und 30 m Breite. Die Seehöhe beträgt 29 m.

## Geschichte
Der Flugplatz in Oskarshamn wurde 1970 erbaut. Der Flughafen Oskarshamn wurde im Laufe der Jahre von einer Reihe von Fluggesellschaften betrieben. Einige Beispiele hierfür sind Syd-Aero, AVIA und Holmströms Flyg (mit Dornier 228), aber auch die etwas bekanntere Swedline Express, Skyways Express und Svenska Direktflyg. Es gab regelmäßigen Linienverkehr nach Stockholm/Bromma und nach Kopenhagen. Der Flugplatz wurde 2014 geschlossen.

## Zwischenfälle
- Am 8. Mai 1989 verloren die Piloten einer Beechcraft 99 der schwedischen Holmström Flyg (Luftfahrzeugkennzeichen SE-IZO) auf dem Flug vom Flughafen Stockholm-Arlanda zum Flugplatz Oskarshamn im Anflug die Kontrolle über die Maschine. Im Endanflug nahm die Maschine plötzlich die Nase steil nach oben und stürzte dann 150 Meter vor der Landebahn 19 ab. Alle 16 Personen an Bord, zwei Besatzungsmitglieder und 14Passagiere, kamen ums Leben. Die Fluglageänderung war durch das Ausfahren der Landeklappen ausgelöst worden, da der Schwerpunkt der Maschine viel zu weit hinter dem zulässigen Bereich gelegen hatte. Hinzu kam, dass der fliegende Erste Offizier nur 28 Flugstunden Erfahrung auf der Beech 99 hatte und auch das Training des Kapitäns begrenzt war (siehe auch Holmström-Flyg-Flug 314).[5]